# Ross Lynch
Ross Lynch   (Littleton, 29 de desembre de 1995) és un actor, músic, cantant, ballarí i compositor estatunidenc. És conegut per la famosa sèrie de Disney Channel Austin & Ally. També va protagonitzar la pel·lícula Teen Beach Movie. Va ser un dels primers fundadors de la banda de Pop Rock R5. Es va convertir en el vocalista i guitarrista del grup i més tard es va conèixer com The Driver Era.
El 2018 va formar part del repartiment principal a la sèrie de televisió Chilling Adventures of Sabrina, interpretant a Harvey Kinkle.

## Vida privada
Ross Lynch va néixer a Littleton (Colorado). Els seus pares són Mark Lynch y Stormie, tenen cinc fills i ell és el quart. Prové d'una família d'herència mixta entre alemanya, irlandesa, anglesa i danesa.
El germà gran (Riker) es va mudar a Los Angeles perquè estava treballant a la indústria de l'entreteniment. Més tard tota la família el va seguir quan Ross tenia 12 anys. Va estudiar des de casa fins al 4t grau, i a la vegada li van ensenyar a tocar el piano, la bateria i la guitarra. També va dedicar força temps a posar-se en forma física.

## Carrera
Ross Lynch sap tocar la bateria, el piano, l'ukulele i té pensat aprendre a tocar el violí i la mandolina, tot i això el seu punt fort és la guitarra. Va actuar per Rage Boyz Crew, un grup de ball al sud de Californià. Ha tingut aparicions en sèries com Moises Rules i en pel·lícules com Grapple amb Anton Troy, i fent un personatge jove en The Muppets.
El 2009 aparegué al programa televisiu So You Think You Can Dance. En 2009 també va aparèixer en el vídeo musical de Kidz Bop per "Let It Rock", i també en el vídeo musical de Cymphonique "allí Miss Swagger".
Després també va sortir en el vídeo Kung Fu Fighting de Kung Fu Panda. El 2010 també el podem veure en el vídeo Ordinary Girl de la banda sonora de Hannah Montana Forever, i al seu germà Riker Lynch promocionant la nova temporada de la sèrie.
Un any després, el 2011, el van escollir per ser un dels protagonistes en el programa Pilot en la coneguda sèrie de Disney Channel Austin & Ally, interpretant a Austin Moon, un jove que fa un vídeo cantant que es fa viral d'un dia per l'altre, i després coneix a una noia compositora que es diu Ally Dawson, interpretada per Laura Marano, i comencen a treballar junts. Més tard, aquest programa va ser triat per la producció d'una temporada completa, on va debutar el desembre de 2011 i va ser renovat per formar una segona temporada el març de 2012. A la primavera de 2013 s'anuncia la tercera temporada i la quarta va ser renovada el 2014 el 25 d'abril.
En el periode que no estava gravant “Austin & Ally” el 2012 va començar a treballar per ser protagonista en una pel·lícula de Disney titulada Teen Beach Movie, on interpreta un surfer anomenat Brady. Es va estrenar el 19 de juliol de 2013 amb un total de 8,4 millors d'espectadors. La pel·lícula va ser dirigida pel famós Jeffrey Hornaday, coreògraf i director de cinema que també va dirigir Flashdance.
El disc “A Billion Hits” va ser llençat el 2 d'abril de 2012. El 13 de juliol va llençar el seu senzill debut “Heard It on the Radio”, que va arribar al número 169 en la UK Singles Chart. El 12 de setembre llença la seva banda sonora, Austin & Ally de la mateixa sèrie. En el billboard top 200 és la classificació setmanal de les 200 cançons més populars als Estats Units el seu àlbum va arribar al lloc vint-i-set, en el Billboard's Top Soundtracks arriba a ser el primer i també en el Billboard's Kid Àlbums.
El 2017 es van estrenar dues pel·lícules interpretades per ell; Status Update i MY Friend Dahmer. Aquesta segona pel·lícula, Lynch representa un personatge molt negre, experimentant ideals de Jeffry Dahmer en la seva adolescència. Catalogada com “Actor Jove en Ascens” va ser molt admirat.
Una nova sèrie de Netflix al 2018 titulada “El Mundo oculto de Sabrina” on interpreta Harvey Kinkley. Aquesta sèrie és fosca, i es tracten temes com l'ocultisme, una religió de ciències ocultes.

## Cine i teatre
Lynch va interpretar a Marc Anthony en una producció de Hollywood Bowl de A Chorus Line, va tenir tres funcions en el cap de setmana 29 de juliol de 2016. El musical va ser dirigit i coreografiat per Baayork.
El maig de 2016 es va anunciar que anava a protagonitzar el seu debut cinematogràfic Status Update, una comèdia que interpreta un adolescent que es troba amb una aplicació màgica. Es va començar a gravar en Vancouver al juny i va acabar al juliol.

## R5
R5 és un grup estatunidenc de música pop-rock creat al 2009. La banda estava formada pels 5 germans Lynch, veu principal i guitarra, Riker Lynch veu secundària i baix, Rocky Lynch guitarra líder i cors, Rydel Lynch teclat, veu femenina i cors, i per acabar Ellington Lee Ratliff bateria i cors. Al començament de 2018, la banda es va separar amb una comunicació que argumentava que el baixista Riker Lynch i la teclista Rydel Lynch tindrien la seva activitat fora del grup. A la vegada els altres membres se centrarien en un nou projecte (TDE).
En 1010 en març, van llençar un extended play, "Ready Set Rock" i al setembre van firmar amb Hollywood Records. El segon extended play, Loud, el van llençar el 19 de febrer de 2013 que va ser el primer debut. El primer àlbum en un estudi de la banda, Louder, va ser llençat el 24 de setembre de 2013 mes set cançons més a part de les quatre de Loud. Pass Me Bay es va estrenar en Radio Disney Channel, que va ser el segon senzill i el vídeo musical el 29 d'agost. El tercer senzill "(I Can't) Forget About You" va ser llençat el 25 de desembre del mateix any i en el Billboard Digital Pop Songs va arribar a ser el número 47. El quart senzill "One Last Dance" el 29 de maig de 2014. El tercer EP "Heart Made Up On You" el 22 de juliol i el senzill l'1 d'agost.
El primer senzill del segon àlbum es visualitza el 14 de novembre de 2014 Smile. "Let's Not Be Alone Tonight", el segon senzill el 13 de febrer de 2015. Surt el tercer senzill "All night" el 2 de juny junt amb el pre-ordre de l'àlbum a l'iTunes. El segon àlbum d'estudi va ser al 10 de juliol de 2015 "Sometime Last Night" on va ser número 6 al Billboard 200, N ° 1 al Billboard Top Pop Albums, Núm. 3 al Billboard Top Digital Albums, i Núm. 4 al Billboard Top Album Sales.

## The Driver Era
L'1 de març de 2018 els perfils en les xarxes socials com Instagram, Twitter… el nom de R5 es canvia a The Driver Era, i totes les publicacions anteriors de R5 és borran. L'endemà, 2 de març de 2018, s'informa que TDR seria un duo entre els germans Lynch, Rocky i Ross. El mateix dia que Ross ho explica a través de les seves històries d'instagram, es publiquen les visites prèvies del seu senzill debut "Preacher Man."
El 16 de març de 2018, The Driver Era llença "Preacher Man", junt amb el seu video unes setmanes més tard.
El 25 de maig de 2018, The Driver Era va llançar dos barreges de "Preacher Man".
El 24 de agost de 2018, The Driver Era va llançar un nou senzill, "Afterglow".
El 26 d'octubre de 2018, The Driver Era va llançar la seva nova cançó, "Low" escrita per Rocky mentre que Ross es trobava en les gravacions de la seva sèrie. Aquests cançó va rebre un remix uns mesos més tard.
El 29 de març de 2019, The Driver Era va llançar un nou senzill, "Feel You Now", seguit del seu vídeo després d'unes setmanes.
El 26 d'abril de 2019, The Driver Era va llançar un nou senzill, "Welcome to the end of your life", seguit del seu vídeo unes setmanes després.
El 13 de juny de 2019, The Driver Era va llençar el seu vídeo musical per "Low" i va anunciar el seu àlbum de debut, titulat "X" amb 10 cançons, que va ser llençat el 28 de juny.
El 28 de febrer de 2020, The Driver Era llença un nou senzill “Nobody Knows Reprise”
L'1 d'abril de 2020, The Driver Era llença un nou senzill “OMG Plz Don't Come Around”
El 21 d'abril de 2020, The Driver Era llença un nou senzill “Flashdrive”
El 9 de juliol de 2020, The Driver Era llença un nou senzill “Take Me Away”
El 6 d'agost de 2020, The Driver Era llença un nou senzill “Places”
El 24 de setembre de 2020, The Driver Era llença un nou senzill “Fade”

## Filmografia
| Any     | Títol                              | Personatge        | Nota                                                 |
| ------- | ---------------------------------- | ----------------- | ---------------------------------------------------- |
| 2009    | Moises Rules!                      | Ross “The Boss”   | Episodi: "Mad B-Ball shootout"                       |
| 2011-16 | Austin & Ally                      | Austin Moon       | Repartiment Principal                                |
| 2012    | Jessie                             | Austin Moon       | Episodi: "Austin & Jessie & Ally: All Star New Year" |
| 2013    | Ultimate Spider-Man                | Werewolf by Night | Episodio: "Blade and the Howling Commandos"          |
| 2014    | Violetta                           | Ell               | 2 episodis                                           |
| 2015    | Girl Meets World                   | Austin Moon       | 1 episodi                                            |
| 2018    | The Chilling Adventures of Sabrina | Harvey Kinkle     | Repartiment Principal                                |

| Any  | Títol                 | Personatge     | Nota                        |
| ---- | --------------------- | -------------- | --------------------------- |
| 2010 | Grapple!              | Aaron          | Curtmetratge                |
| 2011 | A Day as Holly's Kids | Nen            | Curtmetratge                |
| 2013 | Teen Beach Movie      | Brady          | Pel·lícula per la televisió |
| 2014 | Muppets Most Wanted   | Jove florista  | Cameo                       |
| 2015 | Teen Beach Movie 2    | Brady          | Pel·lícula per la televisió |
| 2016 | Snowtime!             | Piers          |                             |
| 2017 | Status Update         | Kyle Moore     |                             |
| 2017 | My Friend Dahmer      | Jeffrey Dahmer |                             |

## Discografia

### Solista

#### Bandes sonores
- 2012: Austin & Ally
- 2013: Teen Beach Movie
- 2013: Austin & Ally: Turn It Up
- 2015: Austin & Ally: Take It from the Top
- 2015: Teen Beach 2

#### Senzills
- 2012: «A Billion Hits»
- 2012: «Heard It on the Radio»
- 2012: «Can You Feel It»

### Amb R5

#### Àlbums d'estudi
- 2013: Louder
- 2015: Sometime Last Night

#### EP
- 2010: Ready Set Rock
- 2013: Loud
- 2014: Live in London
- 2014: Heart Made Up On You
- 2017: New Addictions

### Amb The Driver Era
- 2019: "X"

## Premis i Nominacions
Nickelodeon Kids' Choice Awards

| Any  | Categoria              | Treball       | Resultat  |
| ---- | ---------------------- | ------------- | --------- |
| 2013 | "Actor de TV Preferit" | Austin & Ally | Guanyador |
| 2014 | "Actor de TV Preferit" | Austin & Ally | Guanyador |
| 2015 | "Actor de TV Preferit" | Austin & Ally | Guanyador |
| 2016 | "Actor de TV Preferit" | Austin & Ally | Guanyador |

Radio Disney Music Awards
| Any  | Categoria                            | Treball               | Resultat  |
| ---- | ------------------------------------ | --------------------- | --------- |
| 2013 | "Presa de Celevbritat mes Divertida" | Ell                   | Nominat   |
| 2013 | "Millor Vídeo musical"               | Heard It on the Radio | Guanyador |

Teen Choice Awards
| Any  | Categoria          | Treball       | Resultat  |
| ---- | ------------------ | ------------- | --------- |
| 2014 | "Actor de Comedia" | Austin & Ally | Guanyador |
| 2015 | "Actor de Comedia" | Austin & Ally | Guanyador |
| 2016 | "Actor de Comedia" | Austin & Ally | Guanyador |